# Relief creat de apele curgătoare
Relieful creat de apele curgătoare: albie, meandre, luncă, terase, piemonturi, câmpii de nivel de bază.

## Relieful fluvial
Spre deosebire de torente, care desfășoară o eroziune impresionantă, dar de scurt timp și pe spații foarte restrânse, râurile și fluviile au cursuri permanente ce merg de sub vârfurile munților sau dealurilor până la mare sau ocean. Pe aceste drumuri, ele desfășoară o eroziune permanentă prin care creează văile, largi uneori de câțiva kilometri și adânci de până la câteva sute de metri. Pe văi sunt transportate către mare și ocean, împreună cu apa, materiale erodate de pe suprafața uscatului.
Relieful fluvial reprezintă relieful creat prin acțiunea complexă de eroziune (regresivă, laterală și în adâncime), transport și de depunere de către râuri și fluvii.

## Albia
Prin albie se înțelege suprafața ocupată permanent sau temporar de apa unui organism fluviatil, în cadrul căreia se exercită procese de eroziune, transport și acumulare. 
Albia propriu-zisă, cunoscută și sub numele de albie minoră, reprezintă partea ocupată de apa râului în timpul nivelelor medii și de etiaj.
În profil transversal se pot deosebi: malurile – care o despart de albia majoră; talvegul (canalul de etiaj) – ocupat permanent de apă.
Canalul de etiaj reprezintă linia care unește cele mai joase puncte dintr-o albie și ocupă o lățime foarte redusă în cadrul albiei propriu-zise, în care se încorporează organic; pe el se retrage râul la apele sale cele mai mici. Pe fundul canalului se găsesc o serie de praguri și adâncituri, care iau naștere și sunt menținute datorită vârtejurilor cu axa de rotație orizontală, ce se formează în stratele apelor de fund. În cadrul lui se canalizează cei mai puternici curenți de apă, cu viteză cea mai mare.	
Relieful albiei este format dintr-o alternanța de aluviuni de diferite grosimi, dispuse în bancuri sau dune de diferite forme, care se află într-o mișcare periodică. Deplasarea se face cu precădere la viituri. Materialele aluvionare au de obicei o constituție eterogenă atât din punct de vedere petrografic cât și granulometric. Analizate pe distanțe mari se observă o descreștere a diametrului aluviunilor în josul răului, de la bolovani mari în regiunile muntoase, până la nisipuri și maluri fine în zonele de câmpie. Afluenții aduc de obicei aluviuni mai grosiere decât ale colectorului. Când răul aluvionează abundent pot lua naștere bancuri emerse, denumite insule, ostrovuri sau crivine.
Ca specific evolutiv, albia minoră se dezvoltă prin meandrare sau deplasări unilaterale, creând un pat foarte larg, pe care-l folosește numai la inundații – albia majoră.

## Meandrele
Meandrele sunt deplasări ale albiei minore, spre dreapta sau spre stânga, sub formă de bucle mai mult sau mai puțin regulate. Astfel, meandrele nu sunt forme de acumulare, ci din contra, de eroziune (laterală cu precădere) și de transport. În zonele unde domină acumularea, râul nu meandreaza, ci duce la despletiri.
Deci nu orice cot al râului constituie un meandru. Ele se întâlnesc de obicei grupate, dar pot fi și izolate. Cele mai tipice se dezvoltă în sectoarele cu profil de echilibru. Numele acestora provine de la râul Meandras din Turcia.

### Tipuri de meandre
După aspect și după viteza de dezvoltare, se pot deosebi : meandre divagante și meandre încătușate.

#### Meandrele divagante
Sunt acelea care evoluează repede, care își schimbă des și uneori brusc poziția în spațiu și a căror formă nu se încadrează în cotiturile văii propriu zise. Ele se mai numesc și libere, rătăcitoare sau de câmpie aluvială. Astfel de meandre se găsesc în câmpii și aproape peste tot unde luncile sunt larg dezvoltate. Se pot cita în România, meandrele Someșului, Siretului, Oltului, toate în anumite regiuni de câmpie sau de podiș. Meandrele divagante au un subtip – meandrele compuse. La ele se observă bucle mari, care le rândul lor prezintă meandre foarte mici.

#### Meandrele încătușate
Se întâlnesc în zonele muntoase, de dealuri și de podiș, formate din roci dure și relativ omogene. Ele nu își schimbă poziția decât printr-o evoluție extrem de înceată. Un exemplu în România îl formează meandrele Lăpușului și Cavnicului, în masivul cristalin Preluca, sau meandrele Jiului și Nerei în porțiunea lor de defileu.
Meandrele încătușate sunt de două feluri: de vale și de râu. Din punct de vedere genetic, cele de vale sunt moștenite, iar cele de râu sunt autogene (H.Baulig, 1948). La primele, sinuozitățile meandrelor corespund cu sinuozitățile văii; ele sunt moștenite de la un prim ciclu de meandrare a râului. Meandrele de râu nu coincid de loc cu ciclurile anterioare de meandrare.

### Dezvoltarea și cauzele meandrelor
Prin eroziune laterală, care este inegală, râul creează coturi spre dreapta și spre stânga, spre care este atras curentul fluvial central. Malurile [[concavitate|concave]î vor fi erodate, iar cele convexe aluvionate. Astfel apar niște bucle numite meandre. 
Orice meandru, după ce s-a format, se lărgește și se deplasează spre aval. Când panta este mai mare se accentuează deplasarea spre aval, iar la pante mici cea laterală. Prin această deplasare, cu timpul, ia naștere un fund larg de vale, respectiv lunca. Prin luncă, meandrele continuă să se formeze, dar independent de vechile maluri; acestea sunt meandre libere, spre deosebire de cele anterioare numite și meandre încătușate.
Când un meandru se lărgește puternic el se poate gâtui, iar apa râului își îndreaptă cursul. Prin gâtuire se formează o popină și un belciug. 
Belciugul este vechiul meandru, rămas părăsit în urma îndreptării cursului; el este barat cu aluviuni la capete, iar în interior se adună apă infiltrată din râu, și rămâne pentru mult timp ca un lac de formă încovoiată. Uneori vegetația și praful îl colmatează.
Popina este un fel de insulă mică, rezultată din vechiul uscat cuprins în bucla meandrului, înconjurată pe trei părți de belciug și pe o parte de râu.
Primele explicații cauzale ale meandrelor se refereau la factori externi: devieri datorită rezistenței rocilor, a unor conuri de dejecție, căderea unor copaci. Ulterior se pune accent pe forța centrifugă (principiul lui Thomson) care duce la o ușoară înălțare a apei spre malul concav și la o erodare a acestuia spre aval și lateral (Emm. De Martonne, 1948). Mai târziu se dezvoltă și se demonstrează teoria scurgerii turbulente, în spirala sa helicoidală (Fargue).
Ultimele cercetări atestă că orice râu tânăr are, la început, tendința de a curge sinuos, atât din cauza dinamicii sale turbulente și helicoidale, cât și din cauza rezistenței variate a malurilor. Firul apei se deplasează la coturi spre malurile cu aspect concav, pe care le „buclează” continuu. Pe măsură ce râul se adâncește tot mai puțin, eroziunea laterală se remarcă în modelarea malurilor, sinuozitățile din plan tind să se perfecteze; se ajunge la un echilibru dinamic transversal, la stabilirea unor raporturi între dimensiunile cursului și curbele sale. Un asemenea echilibru de meandrare nu se formează decât în stadiul când râul atinge profilul de echilibru longitudinal.

### Importanța studiului meandrelor
Bucla interioară a meandrului este folosită pentru așezări omenești, deoarece prezintă o serie de avantaje: are apa în apropiere, domină căi de comunicație obligatorii (drumurile trec prin gâtuirea buclei). Alteori evoluția meandrului poate conduce la apariția unor probleme de ordin administrativ sau chiar politic. Îndreptarea cursului, prin gâtuirea unui meandru, face ca tot uscatul din interiorul buclei să treacă în partea opusă a râului. Când râul desparte două state se impun modificări de graniță, uneori cu mutarea tuturor construcțiilor și chiar a așezărilor din locul respectiv. Cazurile au fost frecvente în jurul lui Mississippi. Probleme asemănătoare se pun și pentru anumite construcții tehnice și hidrotehnice; de ex dacă se construiește un pod peste un râu cu meandre și dacă râul își îndreaptă ulterior cursul, tocmai la meandrul respectiv, atunci podul va rămâne pe uscat și deci inutilizabil. În asemenea cazuri, tendința de evoluție a meandrelor trebuie studiată în prealabil.

## Lunca
Este o albie creată prin meandrare.
Râul ajuns la un profil de echilibru se adâncește foarte încet sau deloc, eroziunea laterală devenind preponderentă. Deplasarea orizontală a albiei, formarea de meandre, lărgirea și deplasarea lor duc la calibrarea patului de meandre, respectiv la formarea unei albii majore. Albia majora este înțeleasă mai mult ca o noțiune hidrologică și anume aceea porțiune a văii care este afectată de apa curgătoare numai la viituri; i se mai spune și zona sau câmpia inundabilă.
Ultima noțiune este mai complexă, cuprinzând și porțiuni neinundabile care se găsesc, ca poziție în albia majoră. Astfel de microforme neinundabile sunt: popinele sau gradiștele (martori din terase sau din interfluviu), conurile de dejecție și trenele (glacisuri). Lunca este deci o albie mai complexă, care apare în timpul profilului de echilibru ca o materializare a acestuia.
Structura luncii rezultă din însăși geneza ei. În fundament se află rocile în loc, retezate aproximativ la același nivel. Urmează un strat de aluviuni, heterogen din punct de vedere petrografic și granulometric. În partea superioară, albia majoră este acoperită de un strat de argilă aluvială.
Aceasta este depusă de apele de inundație și provine mai ales din spălarea solului; de aceea malul rezultat este în general foarte fertil. Afară de stratul de argilă aluvială se mai pot întâlni, la marginea albiei majore și materiale coluviale, venite de pe versant, precum și conuri de dejecție, formate de afluenții laterali.
Aspectul luncii în profil longitudinal este în funcție de marile unități morfologice pe care le străbate râul precum și de rocile traversate. De regulă, lunca se lărgește din amonte spre aval, datorită creșterii volumului de apă și datorită rocii care este mai friabilă în această parte. Pe parcurs ea poate prezenta lărgiri și îngustări locale, ce merg până la dispariția sa. O mare influență, în dezvoltarea albiei majore o au nivelele de bază provizorii, adică: pragurile, cascadele și alte rupturi de pantă ale profilului longitudinal, precum și cheile. Acestea impun formarea în amonte sau în aval de ele, a unei zone inundabile mai largi. În chei, cascade și praguri, lunca dispare de cele mai multe ori. În schimb, în unele depresiuni intramontane, peste zonele subsidente și peste câmpiile din apropierea nivelului de bază ea se poate dezvolta mult în lățime, devenind ceea ce se numește o câmpie aluvială.
În profil transversal, lunca este ușor bombată lângă albia minoră. La inundații, apele care au ieșit peste maluri își pierd viteza în mod brusc și sunt nevoite să depună. Cele mai intense aluvionări se fac imediat în apropierea malurilor, care în felul acesta se înalță. Când panta de curgere este mică și aluviunile sunt în cantitate mare, atunci aluvionarea malurilor este așa de intensă încât ele capătă aspect de diguri naturale. Totodată se colmatează puternic și fundul albiei minore, ajungându-se ca râul să curgă pe un pat situat la un nivel superior câmpiei din jur. În această situație, din timp în timp, digurile sunt rupte și râul capătă altă albie, mai joasă. La astfel de momente se produc inundații păgubitoare.
În interiorul luncii se află și alte ridicături, create de vechile meandrări și diguri, având forma unor bombări alungite, despărțite de adâncituri mlăștinoase (albii părăsite). Aceste bombări și mai ales digurile împiedică vărsarea directă a afluenților în râul principal. Ca urmare, aceștia își croiesc drum pe marginea luncii, respectiv pe zona cea mai joasă a sa. Afluenții merg astfel o distanță oarecare, prin lunca râului principal, pe direcție paralelă cu acesta (cursuri paralele). Asemenea exemple pot fi date la Siret (Sirețelul), la Buzău, la Olt, la Vedea. Alteori abaterea afluentului, în momentul când pătrunde în lunca colectorului, poate fi pricinuită de depunerea unui con de dejecție. Conurile din luncă sunt mult mai aplatizate decât cele ale torentelor deoarece au fost depuse în întregime sub apă.
Importanța luncilor. Luncile au caracter regulator pentru scurgerea apelor în timpul viiturilor. Totodată, ele sunt foarte fertile, din cauza stratului de aluviuni fine ce le acoperă și din cauza micii adâncimi a pânzei freatice. Culturile practicate aici dau producții importante chiar pe timp de secetă.
Viiturile neprevăzute pot provoca pagube atât pentru culturi cât și pentru diferite construcții (șosele, căi ferate, locuințe, poduri). De aceea se pune problema amenajării luncilor în vederea frânării acțiunilor distructive ale inundațiilor. Amenajările se fac de obicei prin îndiguiri.

## Terasele
O serie de cauze, cum ar fi ridicările scoarței terestre, coborârea nivelului oceanic sau schimbările climatice pot scoate râul din profilul de echilibru, obligându-l ca pe distanțe mai mari sau mai mici să se adâncească puternic în interiorul luncii. Aceasta din urmă va deveni tot mai neinundabilă, rămânând cu timpul total suspendată față de noua albie și căpătând forma de treaptă. Fosta luncă s-a transformat în terasă.
Terasa se compune din două elemente principale: podul și fruntea. Podul are aspect general plat și este rest al albiei majore. Fruntea reprezintă planul înclinat care face racordul între pod și albia majoră recentă sau cu podul altei terase inferioare. În afară de aceste elemente principale, la o terasă se mai găsesc și două linii caracteristice: muchia terasei, linia care face unirea dintre pod și frunte și țâțână, linia prin care podul se leagă cu forma imediat superioară.
Din punct de vedere structural podul terasei este format dintr-un pat de roci „în loc”, retezat aproape orizontal; urmează un strat de aluviuni care conține mult pietriș și care în mod obișnuit poartă numele de pietriș de terasa; deasupra se separă un orizont de argilă fină aluvială. Afară de aceste orizonturi specifice, peste podul de terasă și în mod special la țâțână, se suprapun ulterior materialele provenite de pe pantă, coluvii sau conuri de dejecție; peste acest complex se află solul actual. În anumite regiuni stratul aluvial, mai suportă și orizonturi de soluri fosile, alternând cu loessuri. Alteori terasa poate fi lipsită complet de pătura aluvială și atunci ea se numește terasă în rocă, spre deosebire de prima care este o terasă în aluviuni, sau aluvială. Un caz special îl formează terasele sculptate în aluviuni sau aluvionare.

### Fazele de formare a unei terase
În mod obișnuit o terasă se formează prin două faze: în prima se dezvoltă albia majoră care va deveni terasă, iar în a doua râul se adâncește, retezând lunca sub formă de treaptă. Terasa este deci, înainte de toate, o formă rezultată din dominarea ritmică a eroziunii laterale cu cea de adâncime și nu o formă de acumulare.

### Tipurile de terase

#### Sub aspect genetic
Terasele pot fi: eustatice, climatice și neotectonice. 

#### După structură
Terasele se împart în: aluviale (cu un strat subțire de aluviuni), în rocă (fără aluviuni) și acumulative sau aluvionare (tăiate într-o pânză groasă de aluviuni).

#### După desfășurarea în profil longitudinal
Se clasifică în terase: a) paralele cu talvegul; b) convergente în amonte sau în aval; c) deformate neotectonice; d) în foarfecă (la contactul unei regiuni unde se produc ridicări neotectonice, cu una unde au loc subsidente, în prima rezultând terase ce converg spre cea de-a doua, în care se dezvoltă depozite suprapuse).

#### După dispunerea în profil transversal
Terasele pot apărea simetric (bilateral) și asimetric (monolateral).

#### După înălțime
Sunt terase joase și înalte.

### Importanța studiului teraselor
Terasele prezintă o valoare deosebită în ceea ce privește reconstruirea evoluției reliefului cuaternar. Raportându-le la alternanțele perioadelor glaciare și interglaciare, ele se folosesc ca punct de reper în stabilirea morfocronologiei. Astfel o serie de unități sau forme ce au apărut în acest timp, imediat sau înainte, pot fi sincronizate ca vârstă și dezvoltare, cu scara teraselor din zona respectivă sau din apropiere.
Terasele reprezintă urmele cele mai importante care documentează dezvoltarea pe verticală și în plan a văilor, dând totodată indicații prețioase asupra cauzelor acestora, cum ar fi: eustatismul, neotectonica, clima. Oriunde există o urmă de terasă, este un indiciu că pe acolo a curs o vale.
În aprecierea mișcărilor neotectonice și eustatice, terasele au fost folosite cu mult succes.
Terasele au și o importanță economică. Ele au fost căutate din totdeauna pentru așezări omenești, având podul neted și uscat, ferit de inundații, apă în pânză de pietrișuri; fruntea terasei apără de vânturi și este folosită pentru cultivarea de pomi sau viță de vie, iar râul din apropiere oferă și alte avantaje.
Când cuvertura aluvială este groasă și extinsă poate conține o importanță pânza freatică indicată în alimentările cu apă potabilă (prin puțuri sau captări de izvoare la baza pietrișului).
Alungirea teraselor în lungul văilor, netezimea și pavajul de pietriș au dus la folosirea lor pentru căi de comunicație. Șoselele și căile ferate au găsit aici terasamente aproape gata făcute.
În agricultură ele oferă condiții bune de conservare a solului și de arat; terasele se usucă repede după ploi, dar păstrează apă în pânza de pietrișuri.
Terasele sunt folosite și pentru construcții hidrotehnice, cum ar fi: fixarea capetelor de pod sau de baraje; instalarea unor conducte cu cădere liberă, pe podul terasei care să folosească pentru irigări sau pentru hidroenergie.
În cazuri mai rare în terase se găsesc minerale utile, cu precădere cele grele (aur, platină) care au fost sedimentate pe părțile cele mai joase ale fostelor albii, ulterior acoperite cu pietriș.

## Piemonturile
Piemonturile reprezintă una din formele cele mai mari de acumulare subaeriană. Ele sunt niște câmpuri netede, mai mult sau mai puțin înclinate, construite din aluviuni, ce se extind pe zeci și uneori sute de km la poala muntelui înalt, făcând racordul între acesta și zona joasă din față. Noțiunea are înțeles morfologic, cât și genetic. Primul sens se referă la „poala” sau „piciorul” muntelui (pied-mont) sau la zona joasă situată imediat în fața sa, cu condiția ca aceasta să fie o unitate joasă de tranziție către câmpia propriu-zisă. Sensul genetic are în vedere și procesul dominant acumulativ, prin care s-a creat această formă de relief, respectiv depuneri masive de aluviuni la contactul dintre un lanț muntos în ridicare și unitatea netedă din față.
În România, există o serie de termeni care se referă mai ales la sensul morfologic al noțiunii de piemont, cum ar fi: poală de munte, plai, picior de munte.

### Condițiile genetice
Piemonturile apar în toată splendoarea lor la poala lanțurilor muntoase tinere fie ca forme active sau în construcție, fie ca forme de distrugere dar, care se păstrează încă bine sau în petice. Așa este cazul lanțului Alpino-Carpato-Himalaian sau al Cordilierilor americani. În mod deosebit se citează piemonturile de pe latura sudică a Himalaiei și piemonturile mediteraneene ale Alpilor, cum ar fi zona denumită chiar Piemont, din nordul Italiei, construită de afluenții râului Po. Din aceste exemple rezultă două condiții esențiale pentru apariția piemonturilor, și anume: existența unei bruște denivelări între o zonă muntoasă înaltă și câmpie (condiția tectonică) și un regim hidrologic propice acumulărilor masive (condiția climatică).
Condiția tectonică se realizează de obicei în faza când un geosinclinal trece în orogen, adică atunci când mișcările de înălțare devin dominante pe tot lanțul. Aceasta fază începe cu depunerea așa-numitelor formațiuni de molasa în zona de avantfosă. Atâta timp cât mișcarea subsidentă, din această fâșie mărginașă, este puternică, depășind oarecum acumularea, nu apare piemontul, ci rămâne o zonă lacustră sau cel mult o câmpie. Piemontul, ca formă de relief, începe a se naște numai atunci când înălțările generale duc la retragerea apelor marine de la baza muntelui și când acumulările depășesc cât de cât subsidentă avantfosei.
Denivelarea tectonică, dintre munte și câmpie, intensifică eroziunea într-o parte și acumularea în cealaltă; procesul este cu atât mai activ cu cât muntele este în continuă ridicare, ceea ce face ca râurile să nu poată atinge cu ușurință profile de echilibru.
Condiția climatică este aceea care realizează un regim hidrologic spasmodic, respectiv ploi rare dar de o mare intensitate ce alternează cu perioade lungi de secetă sau chiar ploi de tip musonic (zonele mediteraneene, climatele semiaride și cele musonice). Discontinuitatea păturii vegetale intervine în accelerarea dezagregării și a eroziunii. în timpul secetelor îndelungate, pe pantele zonei muntoase au loc puternice dezagregări; la ploile torențiale, eroziunea fluviatilă devine puternică.
Afară de condițiile principale amintite, mai pot fi adăugate altele două, secundare (Posea, 1959). Prima se referă la necesitatea ca spațiul muntos să fie extins, ca lățime, pentru a se forma bazine mari de eroziune, care să clădească piemonturi; a doua este posibilitatea ca nivelul de bază local să fie relativ închis. Ultima condiție privește mai ales regiunile cu climat temperat sau periglaciar, unde evacuarea aluviunilor se face în mod obișnuit până la ocean. Când nivelul de bază este relativ închis, ca de pildă Depresiunea Brașovului, atunci pot apărea piemonturi și în asemenea climate; ex piemontul Timiș-Săcele.

### Formarea piemonturilor
Prima fază evolutivă este aceea a dezvoltării unor mari conuri acumulative. Ele ar putea fi numite și conuri piemontane, pentru a le putea deosebi de cele obișnuite care nu evoluează spre piemont. Râurile mari dau conuri extinse și plate, iar cele mici, conuri restrânse și înclinate.
În faza următoare conurile ajung la îngemănare și se construiește un glacis aluvial.
Când glacisul acumulativ se formează pe suprafețe de mai multe sute de km piemontul devine în fapt, o câmpie piemontană, care se construiește în cea mai mare parte fosilizând câmpia anterioară. Pantele sale sunt foarte reduse, adesea sub 0.5‰. Stadiul de piemont sau de câmpie piemontană, în care râurile răspândesc cantități imense de pietrișuri fine, argile și nisipuri, se poate observa în bazinul râului Po, în Câmpia Gangelui, a Indusului, iar pentru trecut poate fi citat și piemontul Getic.
Prin ridicarea neotectonică a câmpiei piemontane, prin înălțime și caracteristici impuse de fragmentare devine podiș piemontan, iar într-o fază evolutivă înaintată, dealuri (coline) piemontane.

### Rețeaua hidrografică
Este o rețea puțin densă, curge la suprafață, malurile înseși fiind construite din propriile aluviuni. Albiile se colmatează relativ repede și de aceea cursurile se vor schimba des prin divagări, deversări, captări. Văile au în general apă puțină, seacă cu ușurință, în schimb se umflă în timpul averselor. Râurile principale reușesc să-și mențină albii stabile pentru perioade îndelungate de timp, dar aproape totdeauna sunt deviate pe una din laturile conurilor.
Râurile ce cară aluviuni multe vor clădi conurile cele mai mari și ele vor fi primele ce se abat spre râurile mai puțin încărcate, cucerindu-le albiile.
După ce piemontul a încetat să se mai construiască, rețeaua hidrografică își schimbă caracterele: se adâncește devenind stabilă, se impune epigenetic, se creează o generație nouă de văi cu izvoarele în piemont; aceasta din urmă se adaptează și ea formei conurilor piemontane, dispunerii pânzelor de apă ce le alimentează și structurii de fundament.

### Structura piemontului
Piemontul este format din aluviuni, începând cu pietrișuri de diferite dimensiuni, amestecate cu nisipuri și pături sau lentile de argilă. Mărimea materialelor scade din amonte spre aval, aluviunile cele mai fine întâlnindu-se la periferia piemontului. Terasele constituie încă un element specific piemonturilor, întâlnindu-se în zonele temperate.

### Tipuri de piemonturi
1. După tipul de munte, piemonturile pot fi: alpine, la baza munților formați prin orogeneza alpină, specifice fiind în S Alpilor și S Himalaiei; hercinice, la exteriorul masivelor vechi, formate prin orogeneza hercinică (munții Vosgi, Jura Suaba, Tassili din Hogar); piemonturi la baza munților vulcanici.
2. După poziție pot fi la exteriorul munților sau în interiorul lor, pe marginile unor depresiuni.
3. După climă piemonturile pot fi specifice climatelor: mediteraneene, subdeșertice, musonice și temperate.
4. După stadiul de evoluție piemonturile pot fi: funcționale, non-funcționale, relicte și fosilizate.
5. După înălțime sunt: joase și înalte.

### Importanța studiului piemontului
Prin poziția de contact piemontul imprimă în structura sa elemente care prin descifrare indică desfășurarea morfogenezei, atât în munte, cât și în câmpie. Piemontul este fiu al muntelui, născut și crescut spre câmpie, și ca urmare redă evoluția raporturilor în timp între cele două mari unități. Dacă evoluția muntelui se studiază mai ales prin metoda nivelelor de eroziune, iar câmpia după coloana stratigrafică și scara teraselor, evoluția piemonturilor face apel la ambele.
Pentru a deduce toate aceste raporturi, studiul piemontului trebuie să cuprindă analiza sedimentelor (grosime, granulometrie, litologie) și analiza formelor (forma piemontului, altitudine, extinderea conurilor, suprafețele de eroziune, terasele și studiul hidrografiei).
Piemonturile au și o importanță practică deosebita. Prin forma lor netedă și foarte extinsă, oferă condiții agriculturii (pomiculturii) și așezărilor.

## Câmpiile de nivel de bază
Când râul intră în ocean dispare ca organism și, o dată cu el întreaga sa activitate. Dacă relieful peste care șerpuiește râul, în înaintarea sa spre mare, reprezintă o zonă joasă, atunci aluvionarea se produce peste tot unde profilul longitudinal este sub echilibru; iau naștere astfel, la marginea mării câmpii premarine de nivel de bază. Ele au o oarecare înclinare, dar mult mai mică decât a piemonturilor, deoarece aici ajung numai aluviuni fine, în general argilă și nisip. Panta lor este în medie sub 0.2‰.
Caracterele principale ale câmpiilor premarine sunt: netezire și uniformitate a reliefului, varietate hidrografică, extensiune mare în spațiu inclusiv la scara Globului.
Albiile cursurilor principale sunt delimitate de diguri construite la revărsări, apele curgând adesea deasupra nivelului general al câmpiei. Râurile limpezi, cu izvorul în câmpie au albii mai joase și de aceea sunt invadate periodic de râurile mari și cu multe aluviuni. Ruperea digurilor duce la inundații cu caracter catastrofal. Toate cursurile au un mers foarte meandrat, cu bucle mici, compuse; aici se întâlnesc adevărate meandre divagante. Și mai specifice sunt despletirile, insulele ce apar între brațe, schimbarea cursului principal pe ramuri secundare sau trecerea lui în albia mai joasă a unui râu vecin pe care și-o adaptează până la colmatare. În felul acesta râurile pelegrinează pe spații de sute de km, deplasându-și continuu și gura de vărsare dacă relieful din această parte permite. Se citează obișnuit fluviul Huang Ho, care în ultima sută de ani și-a mutat gura de vărsare cu 500 de km. În România, Buzăul a executat o deplasare de cca 180º în E Câmpiei Romăne.
Sunt cazuri când blocurile din fundamentul câmpiei și liniile de fractură ce le despart pot efectua mișcări care determină direcția hidrografiei; este studiat rolul reliefului de fundament în aspectul câmpiei joase a Amurului sau falia nord-dobrogeană care a fixat gurile Dunării și în parte chiar gura Siretului.
În afara văilor propriu-zise se întâlnesc multe meandre părăsite care pot fi umplute cu ape (belciuge), cursuri anastomozate (limanele fluviatile), mlaștini, bălți sau lacuri alimentate de râu (subteran sau la revărsări) și din precipitații. Când nivelul de bază a suferit coborâri, atunci au putut lua naștere chiar terase eustatice; rar se întâlnesc însă mai mult de două terase.
Câmpii similare pot să se dezvolte și în jurul nivelelor de bază regionale sau locale. Așa este cazul celor din jurul Aralului, Mării Caspice sau lacului Ciad. În această categorie de câmpii de nivel de bază regional amintim și pe cele care au funcționat în pliocen ca lacuri și apoi au fost colmatate: Câmpia Panonică, Câmpia Română.
În ceea ce privește câmpiile de nivel de bază local, ele sunt mult mai restrânse și au un relief variat în funcție de condițiile locale ce le-au creat. În această grupa intră câmpiile depresionare, câmpiile rezultate din colmatarea unor lacuri, între care cele glaciare; ultimele pot fi denumite și câmpii lacustre. Câmpiile acestei grupe sunt foarte repede fragmentate de văi, dând terase locale, peste care se suprapun diferite generații de conuri.